# Eric Svensson

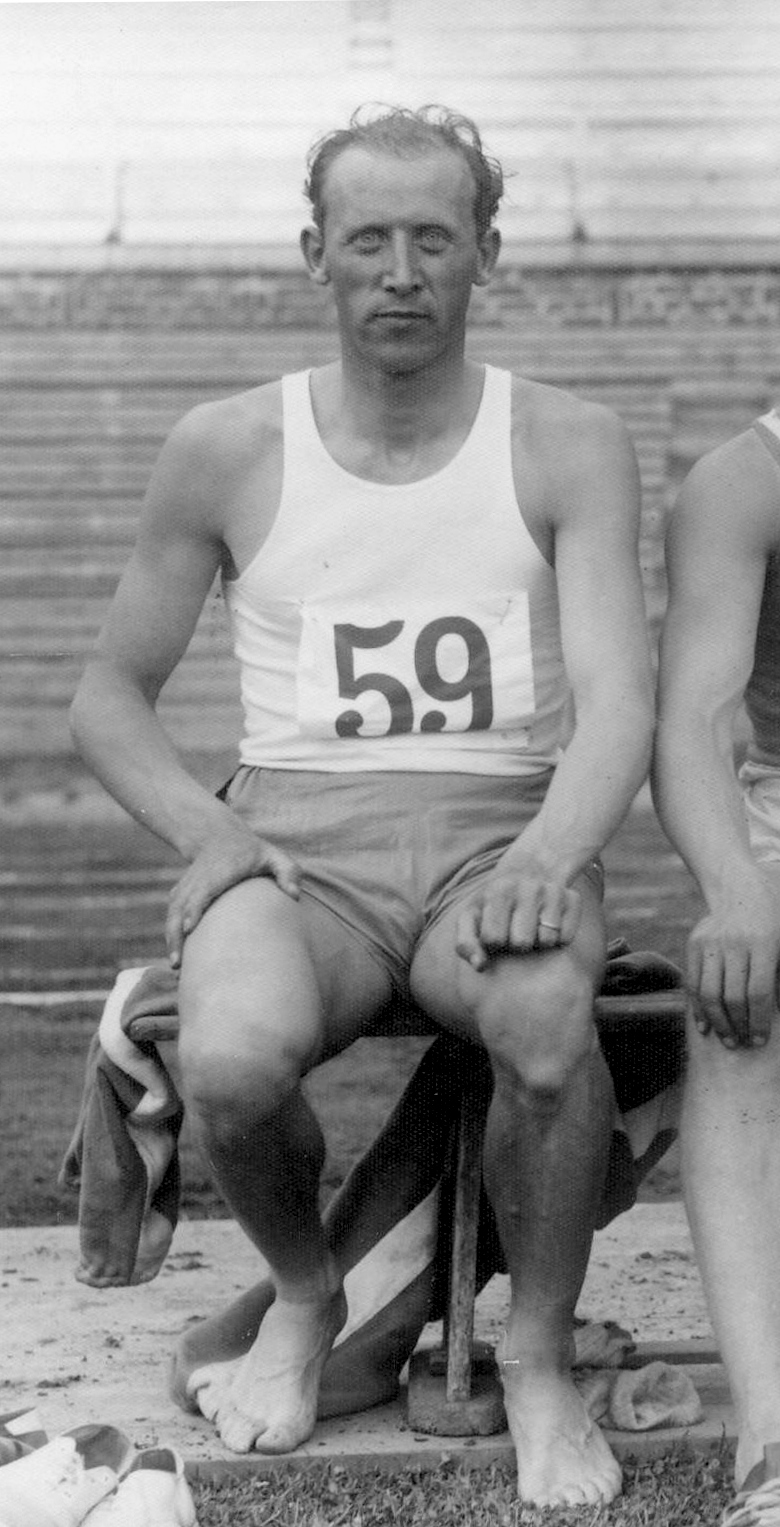
Eric Svensson

Eric Svensson (Karl Eric Emanuel „Spänst“ Svensson; * 10. September 1903 in Jönköping; † 22. September 1986 in Falkenberg) war ein schwedischer Leichtathlet, der im Dreisprung und im Weitsprung antrat.
Bei den Olympischen Spielen 1932 in Los Angeles gewann Svensson die Silbermedaille im Dreisprung und erzielte mit seiner Weite von 15,32 m einen schwedischen Landesrekord. Es siegte der Japaner Nambu Chūhei mit 15,72 m (Weltrekord), Bronze ging an dessen Landsmann Kenkichi Ōshima (15,12 m). Im Weitsprung belegte Svensson den vierten Rang. Im folgenden Jahr wurde er in beiden Disziplinen schwedischer Meister. Bei den Leichtathletik-Europameisterschaften 1934 in Turin holte er hinter dem Niederländer Willem Peters eine weitere Silbermedaille im Dreisprung.
Eric Svensson war 1,80 m groß und wog in seiner aktiven Zeit 75 kg.